# Microsoft 365 Copilot
Microsoft 365 Copilot是一种基于大型语言模型（LLM）和微软图形（Microsoft Graph）的数据和人工智能（AI）辅助工具，它可以将用户的自然语言输入转化为高效的生产力工具。它于2023年9月26日由微软公司正式发布，并集成在微软365（Microsoft 365）的多个应用程序中，包括Word、Excel、PowerPoint、Outlook、Teams等。它还提供了一个全新的体验：商务聊天（Business Chat），它可以跨越LLM、微软365应用程序和用户的数据，根据用户的自然语言提示生成文本内容。 微軟目前正在與 20 家客戶一起測試 Microsoft 365 Copilot，並會在接下來的幾個月中，向更多客戶提供試用版，擴大測試範圍。隨着Microsoft 365 Copilot推出，Cortana正式被微软停止支持。

## 功能和特点
Microsoft 365 Copilot的主要功能和特点如下：
- 它可以帮助用户释放创造力短提示，在Word中生成文档的初稿，或在PowerPoint中创建漂亮的幻灯片，并根据用户在微软图形中的数据添加相关内容。
- 它可以在Microsoft Excel中帮助用户分析数据，生成图表和报告，并提供有用的见解和建议。
- 它可以在Microsoft Outlook中帮助用户管理日程安排，回复邮件，编写摘要和提纲，并提供适当的语气和礼貌。
- 它可以在Microsoft Teams中帮助用户协作沟通，分享信息，创建任务和计划，并提供相关的反馈和建议。
- 它可以在商务聊天中帮助用户根据自然语言提示生成文本内容，例如状态更新、项目提案、市场分析等，并根据用户在微軟圖形（Microsoft Graph）中的数据进行调整和优化。
- 它始终尊重用户的控制权，让用户决定保留、修改或丢弃它生成的内容。
- 它遵循微软对数据安全和隐私的承诺，在企业环境中保护用户的数据不被滥用或泄露。

## 技术原理
Microsoft 365 Copilot是基于大型语言模型（LLM）和Microsoft Graph的数据和智能的人工智能（AI）辅助工具。LLM是一种使用深度学习技术训练的神经网络模型，它可以根据大量的文本数据学习语言的规律和模式，并根据给定的输入生成相应的输出。Microsoft Graph是一种云服务平台，它可以连接微软365应用程序中的数据和智能，并提供一系列的API和SDK来访问和操作这些数据和智能。
Microsoft 365 Copilot使用了GPT-4作为其核心的LLM，它是一种由OpenAI开发的自然语言生成（NLG）模型，它可以根据任意的文本输入生成连贯和有意义的文本输出。GPT-4是继GPT-3之后的最新版本，它拥有超过1000亿个参数，可以处理更复杂和多样化的任务。微软公司是OpenAI的合作伙伴之一，拥有GPT-4的独家许可权，可以将其应用在微软365 Copilot等产品中。
Microsoft 365 Copilot还利用了Microsoft Graph的数据和智能，它可以连接微软365应用程序中的数据和智能，并提供一系列的API和SDK来访问和操作这些数据和智能。Microsoft Graph可以帮助Microsoft 365 Copilot了解用户的偏好、习惯、工作流程、日程安排、联系人、项目、文件等信息，并根据这些信息生成更个性化和适合用户场景的内容。Microsoft Graph还可以帮助Microsoft 365 Copilot与其他微软365应用程序进行交互和协作，例如在Word中插入Excel中的图表，在PowerPoint中引用Outlook中的邮件，在Teams中创建Word中的任务等。